# الیکایی پرو
الیکایی پرو (نام علمی: Cinnycerthia peruana) نام گونه‌ای از سرده الیکایی‌های آند است.